# Temelucha incisa
Temelucha incisa är en stekelart som beskrevs av Dasch 1979. Temelucha incisa ingår i släktet Temelucha och familjen brokparasitsteklar. Inga underarter finns listade i Catalogue of Life.